# Greystones
Greystones (en gaèlic irlandès Na Clocha Liatha) és una vila d'Irlanda, al comtat de Wicklow, a la província de Leinster. Es troba a la costa est del Mar d'Irlanda i a l'oest de les Muntanyes de Wicklow, a 8 kilòmetres al sud de Bray i a 27 kilòmetres al sud de Dublín. La seva platja sud té Bandera Blava.

## Història
Greystones està situat al sud de l'emplaçament de l'antic castell de la Baronia de Rathdown. Hi havia un llogaret que, com a el castell, era conegut com s Rathdown, i que va aparèixer en un mapa de 1712. Aquest lloc ocupvaa una àrea ara coneguda com el Grove, al nord del port de Greystones, però només les queden les ruïnes de la capella de Saint Crispin. Greystones és un assentament molt més recent i s'esmenta per primera vegada a la Topographia Hibernica de 1795. Aquí es descriu com " un indret destacat en pesca quatre milles més enllà de Bray".
En el segle xix hi havia algunes famílies disperses al voltant del port Blacklion, Windgates, Killincarrig i Rathdown. Delgany era un poble més gran i consolidat. Tanmateix Greystones no fou posat als mapes fins a l'arribada del ferrocarril en 1855, tasca difícil que fou consultada amb l'enginyer Isambard Kingdom Brunel. L'estació de tren fou construïda en la línia que dividia dues propietats: La Touche de Bellevue House i Hawkins-Whitshed de Killincarrig. Enllaçava amb Bray i Dublín i deixava espai per al desenvolupament de les finques confrontants.
En la segona meitat del segle xix, sota la propietat de William Robert La Touche, el desenvolupament de Greystones va cobrar impuls. Al nord de l'estació es van dissenyar Church Road, Victoria Road i Trafalgar Road, alhora que s'hi construïen moltes cases van ser dissenyades. Després de la mort del seu pare, Elizabeth Hawkins-Whitshed va ser l'única hereva dels seus béns. En 1879 es va casar amb Frederick Gustavus Burnaby, un militar, polític i viatger. Burnaby va morir a la guerra en 1885 i Elizabeth es va tornar a casar dues vegades, però la propietat seguí sent coneguda com a Burnaby Estate. Al segle xx, els Burnaby començaren a ampliar la ciutat pel costat de l'estació i la població va créixer considerablement.

## Agermanaments
- Caergybi

## Personatges il·lustres
- Paul McNaughton, jugador internacional de rugbi.
- Damien Rice, músic.
- Ronnie Drew de The Dubliners

## Galeria d'imatges

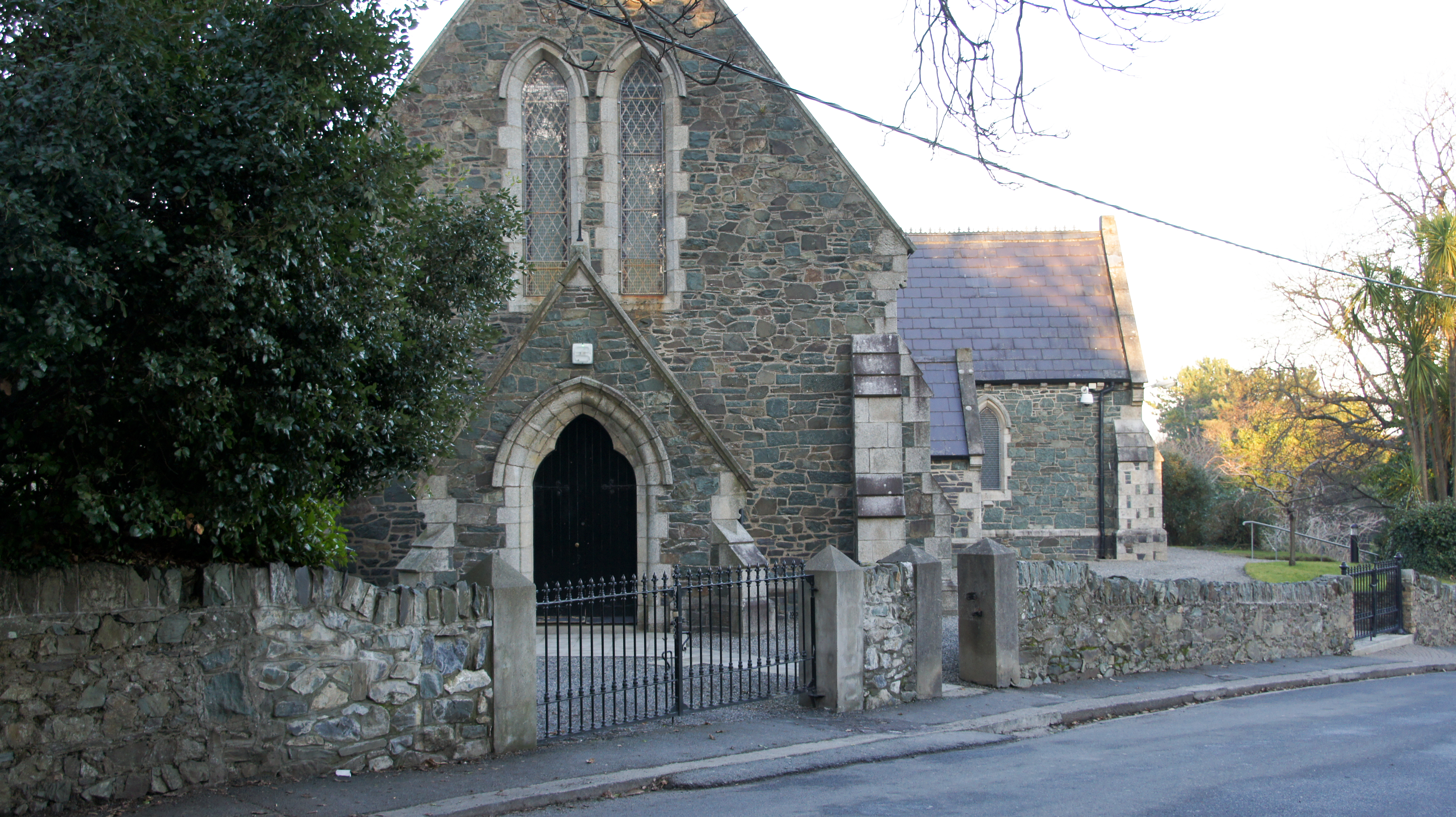
Església
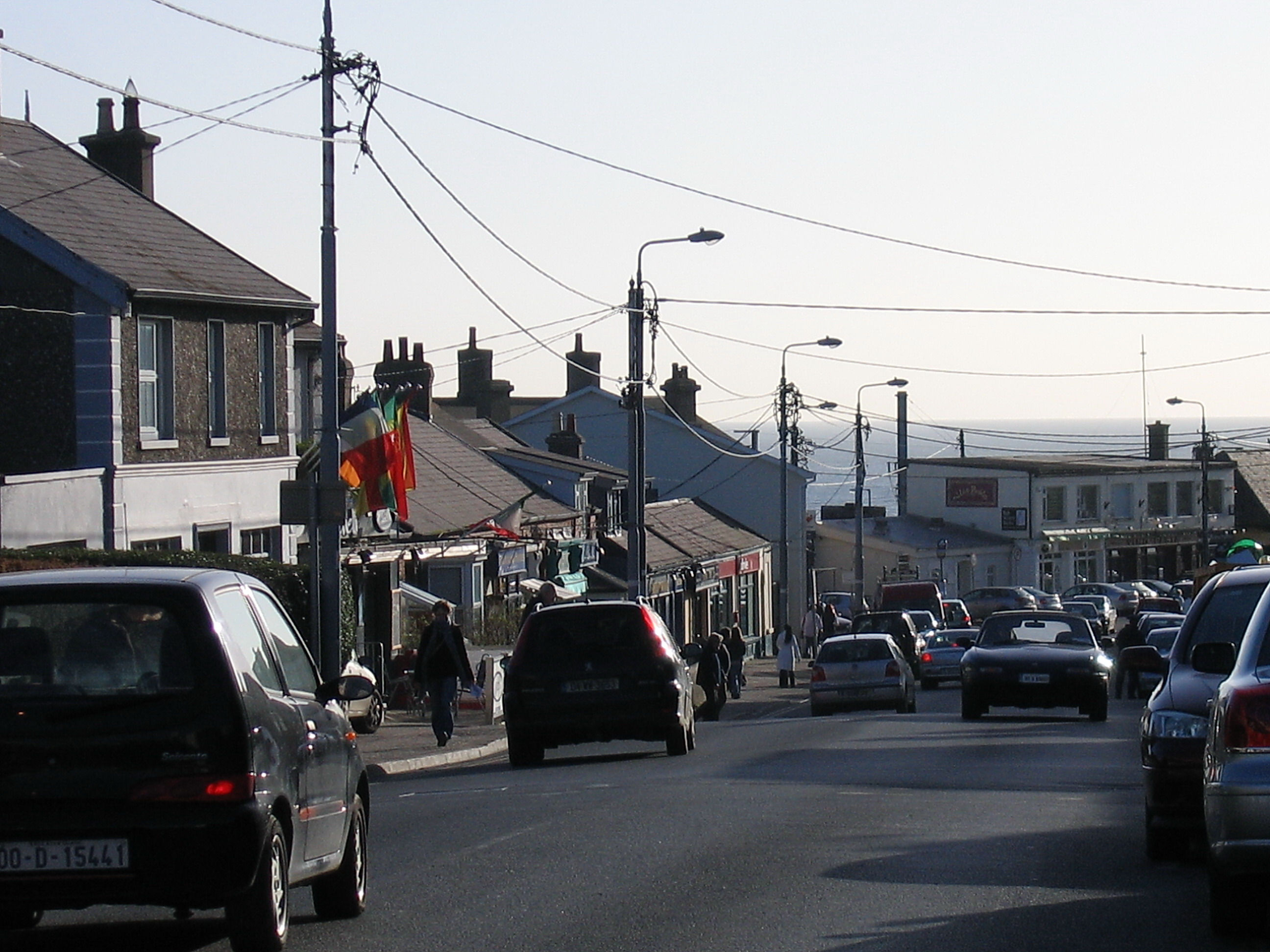
Greystones
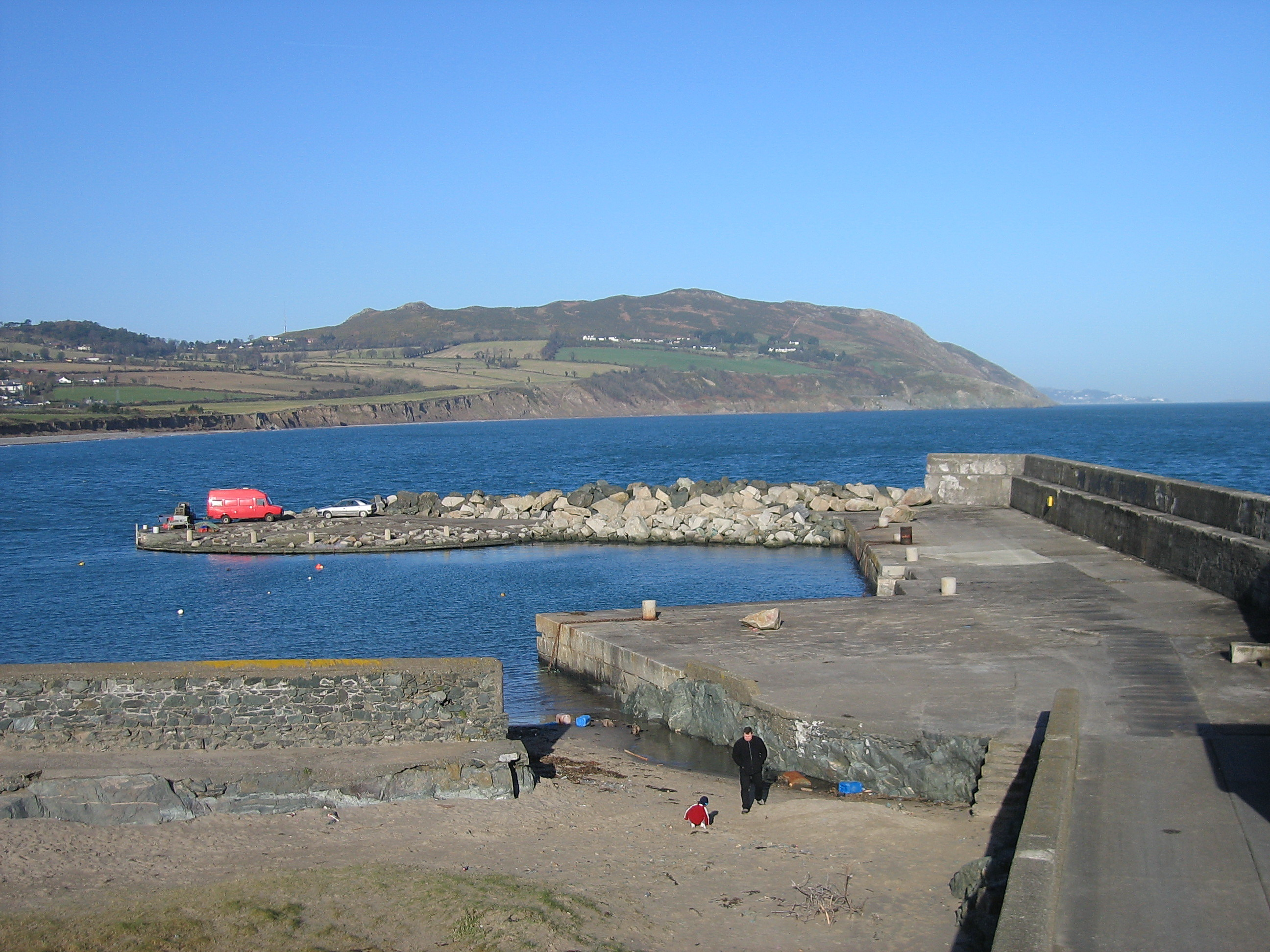
Port